# New York Rangers
A New York Rangers egy New York-i székhelyű amerikai jégkorongcsapat, a National Hockey League egyik csapata. A Stanley-kupát négyszer sikerült megnyernie, legutóbb az 1993–1994-es szezonban. A csapat mezszínei a piros, a fehér és a kék. Hazai mérkőzéseiket a Madison Square Gardenben játsszák.

## Története

### Korai évek
New York első NHL csapata nem a New York Rangers volt, hanem a New York Americans. A New York Americans a Madison Square Gardenben játszott, ahova elég nagy tömegeket vonzottak, és bebizonyították, hogy a Madison Square Garden tökéletes hely a jégkorong számára. Az MSG elnöke George Lewis "Tex" Rickard egy második New York-i jégkorong csapat ötletén kezdett el gondolkodni, melynek tulajdonosa az MSG lenne. Ricard tudta, hogy erősebb csapatot kell összeállítania a New York Americansnél, amit egész New York azonnal megkedvel majd, ezért Conn Smythe segítségét kérte a csapat összeállításában. A csapat a "Tex's Rangers" becenevet kapta.
Az 1926-1927-es szezonban a csapat már be is mutatkozhatott az NHL-ben. Nagyszerű csapatot sikerült összeállítani, rögtön az első szezonjukban az Amerikai divízió első helyén végeztek, Lester Patrick vezetőedzővel. A csapat tagja volt több olyan játékos akik később a Hírességek Csarnokába is bekerültek: Bill Cook (Kapitány, csatár), Frank Boucher (center), Bun Cook (csatár), Ching Johnson (védő), Lester Patrick (védő).
A csapat a második évben már eljutott a Stanley-kupa döntőjébe, melynek második meccsén a kapus Lorne Chabot megsérült, így a kapu üres maradt és Lester Patrick -edző és védő- helyettesítette a kapust a meccs végéig, ezalatt az idő alatt egy gólt tudott a Montréal Maroons szerezni, a Rangers pedig megnyerte a meccset. Ezzel Lester Patrick jégkorongtörténelmet írt. A döntőt végül a csapat megnyerte és megszerezte első Stanley-kupáját.
A New York-i jégkorong rajongókat gyorsan megnyerte a csapat. A Rangers az első hat évében négyszer került be a döntőbe. Lester Patrick innovatív taktikájával kombinálva a Rangers „a jégkorong legklasszabb csapata” néven vált ismertté.
A csapathoz további sztárjátékosok jöttek. 1934-ben a Rangers megszerezte a Montreal Maroons kapusát Dave Kerrt, majd 1936-ban a Chicago Blackhawks csapatától Art Coulter védőt, aki 1937-től 1942-ig volt csapatkapitány a Rangersnél.
1939-ben Lester Patrick edzőt Frank Boucher váltotta, akivel még abban az évben megnyerte a Rangers a második Stanley-kupáját. A csapat a harmadik kupáját 1940-ben szerezte Neil Colville és Bryan Hextall vezetésével, később ők ketten is bekerültek a Hírességek Csarnokába.
Az első 16 idényben a Rangers csak egyszer hagyta ki a rájátszást, és csak kétszer esett lejjebb a harmadik helynél. A New York Americans hanyatlott, melyhez hozzájárult a Rangers növekvő népszerűsége is, 1941-ben a csapat nevet váltott Brooklyn Americansra, végül 1942-ben megszűnt a csapat, így New Yorknak egy ideig a Rangers volt az egyetlen csapata.

### 1927–1928, az első Stanley-kupa
A New York Rangersnek az 1928-as rájátszásban az első ellenfele a Pittsburgh Pirates volt. A csapatok két mérkőzést játszottak. A Ragners összesítve6-4-es győzelemmel zárt. A következő ellenfél a Boston Bruins volt. Velük is 2 meccset játszott a Rangers. A Rangers 5-2-re megnyerte az elődöntőt és ezzel bejutottak a Stanley-kupa döntőbe. A döntőt a Rangers a Montréal Maroons csapatával vívta. Öt meccset játszottak, melyből a Rangers hármat nyert meg, így megnyerte az első Stanley-kupáját.

### A második Stanley-kupa (1932–1933)
Az 1933-as rájátszást a Rangers a Montréal Canadiens ellen kezdhette meg, 2 meccs után viszont a Montreal Canadiens csapatának be kellett fejeznie a rájátszást, mert a Rangers kiütötte őket 8-5-re. Az elődöntőben a Detroit Red Wings csapatával vívott győztes csatát a csapat, a 2 meccsből mindkettőt megnyerte a Rangers. Öt év után újra a Stanley-kupa döntőbe jutott a Rangers, melyet meg is nyert 3-1-re, ezzel megkaparintotta a csapat a második Stanley-kupáját, a Toronto Maple Leafs ellen.

### 1939–1940, a harmadik győzelem
Hét év után újra felcsillant a remény egy újabb Stanley-kupa megnyerésére, hiszen az elődöntőt megnyerte a Rangers. A Boston Bruins hatból két meccset nyert meg, így a Rangers jutott a döntőbe. Ugyanúgy mint 1933-ban, a Toronto Maple Leafs csapata elől kaparintotta meg a Rangers a harmadik Stanley-kupáját, hiszen a döntőt 4 győzelemmel zárta a csapat a 6 meccsből.

### Az „Original Six” után
A Rangers számára nem volt sikeres az Original Six éra. 1942-től 1966-ig mindössze hét alkalommal jutottak be a rájátszásba, amiből csak egyszer jutottak el a Stanley-kupa döntőig. 1950-ben a Detroit Red Wings csapata vitte el a kupát.
Az Original Six éra az 1966-67-es szezonban véget ért. A csapat teljesítménye javult a korszak vége után, 1967-től 1994-ig mindössze 4 rájátszást hagytak csak ki, 1979-ben a Stanley-kupára is nagy esélyük adatott, de azt a kupát a Montréal Canadiens kaparintotta meg. A csapat új vezetőedzője Emile Francis lett az 1966-67-es szezonban. Az 1960-as évek végén, 1970-es évek elején a csapatnál játszott több játékos akiket később felvettek a Hírességek Csarnokába, Rod Gilbert, Jean Ratelle, Harry Howell, Brad Park, Ed Giacomin. Az akkori kapitány pedig Bob Nevin volt, akit 1972-től 1974-ig Vic Hadfield váltott fel. A csapat 1971-ben és 1972-ben is második lett a divíziójukban és 1972-ben újra kaptak esélyt hogy megnyerjék a döntőben a kupát, de azt a Boston Bruins vitte el.
1972-ben kiderült hogy New Yorknak újra két csapata lesz a ligában, megalakult a New York Islanders, ők lettek a Rangers új riválisai. A rivalizálás csak tovább erősödött amikor az 1975-ös rájátszásokból az Islanders kiütötte a Rangerst. Ezután két évig a Rangers nem tudott bekerülni a rájátszásba.
1976-ban a Rangers megszerezte a Boston Bruinstól Phil Espositot és Carol Vadnaist, cserébe a Bruinshoz került a Rangers csapatkapitánya Brad Park, a center Jean Ratelle és a védő Joe Zanussi. Rod Gilbert 1978-ban visszavonult. 1978-ban a WHA-ból a csapatba került még Ulf Nilsson és Anders Hedberg. 1979-ben a csapat remekelt a rájátszásokban, a döntőbe is bejutottak, de újra egy másik csapat, ezúttal a Montréal Canadiens, nyerte el a kupát. Az 1981-es szezon végén Phil Esposito visszavonult, ebben az évben érkezett a csapathoz Mike Rogers és Mark Pavelich, ugyanebben az évben lett Herb Brooks az új vezetőedző a csapatnál.
1986-ban is jól indult a rájátszás a Rangers számára, legyőzték a Philadelphia Flyers és a Washington Capitals csapatát, ezzel bejutottak a Konferencia döntőbe, ahonnan nem jutottak tovább a döntőbe, a Montréal Canadiens kiütötte a csapatot, ugyanebben az évben a drafton a Rangers megszerezte Brian Leetch védőt, ez volt az első lépés a következő Stanley-kupa felé. Egy évvel később a Rangers szerződtette Marcel Dionne-t a Los Angeles Kingstől. Egy szezont (1988-89) Guy Lafleur is játszott a csapatnál.
Az 1989-től érkezett az igazi áttörés, a csapat igazolta Mike Richtert, 1990-ben a Patrick divízióban első helyen végzett a csapat, ebben az évben jött a csapathoz Mike Gartner, egy évvel később pedig Adam Gravest és Mark Messiert igazolta a csapat. Az új kapitány pedig Mark Messier lett. 1992-ben újra első lett a csapat a divíziójukban, a rájátszásuknak pedig a Pittsburgh Penguins csapata vetett véget. Következő évben a csapat nem került be a rájátszásba. 1994-ben érkezett a csapathoz Mike Keenan vezetőedző, akivel végül még abban az évben elnyerte a csapat 54 év után a negyedik Stanley-kupáját.

### 1993–1994, ismét győzelem
1986-ban a csapat a drafton megszerezte Brian Leetch védőt. 1989-ben a csapathoz Mike Richter csatlakozott, majd rá egy évvel később a Minnesota North Stars csapatától megszerezte a Rangers Mike Gartnert.
1991-ben a Rangers megszerezte az Edmonton Oilers csapatkapitányát Mark Messiert, aki még abban az évben a Rangersnél csapatkapitány lett egészen 2004-ig. Több Oilers játékost is megszerzett a csapat pl.: Adam Graves, Jeff Beukeboom.
Az 1993-1994-es szezonban új vezetőedző jött a csapathoz, Mike Keenan.
A csapat az 1993-as rájátszásba nem jutott be, viszont 1994-ben az Atlanti divízióban első helyen végeztek, így megkezdhették a rájátszást a rivális New York Islanders csapata ellen, a Rangers dominált az Islanders ellen hiszen 4-ből 4 meccset nyert. A csapat a következő fordulóban is erősnek mutatkozott a Washington Capitals csapatával szemben, 5 meccsből egyszer veszített a Rangers. A Keleti Konferencia döntő már nehezebb volt a Rangers számára, ahol a New Jersey Devils csapatával kellett megküzdeniük, a 6. meccs után a két csapat 3-3-ra állt, mindent a 7. meccs döntött el. A 7. meccset a New York Rangers nyerte meg, két hosszabbítás után, így a Rangers lett a Keleti Konferencia bajnoka.
A Nyugati Konferencia bajnoka a Vancouver Canucks lett, így a Stanley-kupa döntőt velük játszotta a Rangers. A döntőben sem alakult máshogy, mindent a 7. meccs döntött el, melyet a Rangers nyert meg, 54 év után megtört a jég és újra a New York Rangers csapata emelhette a magasba a Stanley-kupát, a csapat 4. Stanley-kupáját.
A Conn Smythe-trófeát Brian Leetch szerezte meg, így ő lett az első amerikai születésű játékos aki megkapta ezt a trófeát.

### 1994–2004
Mike Keenan vezetőedző 1994-ben elhagyta a csapatot, helyére Colin Campbell került. 1995-ben és 1996-ban a csapat a rájátszásokból mindkét évben a Konferencia elődöntőjében esett ki egyik évben a Flyers ellen, a következő évben pedig a Penguins ellen. 1996-ban a Rangers szerződtette Wayne Gretzkyt. Az 1997-es rájátszás volt az utolsó egy ideig a Rangers számára, ebben az évben nagyszerűen indult a rájátszás, a Florida Panthers és a New Jersey Devils csapatát és 4-1-re legyőzték a Rangers játékosok, a Konferencia döntőbe is bejutottak, viszont a Flyers csapata lett a győztes ebben a fordulóban. Ezt követően a csapatnak nehéz időszaka volt, 1998-tól 2004-ig nem kerültek be egy rájátszásba. Mark Messier 1997-ben a Vancouver Canuckshoz igazolt, majd 2000-ben visszatért a Rangers csapatához. Wayne Gretzky számára a Rangers volt az utolsó csapat ahol játszott, 1999-ben fejezte be pályafutását. Ezután Adam Graves 2001-ben a San Jose Sharkshoz került, Mike Richter 2003-ban vonult vissza, őt követte Mark Messier 2004-ben, ebben az évben Brian Leetch is másik csapathoz került át.

### 2005–2016
2005-től a Rangersnél egy új korszak kezdődött, új edző érkezett a csapathoz, Tom Renney. A csapat szerződtette Jaromír Jágrt, ő 3 évig volt a csapat tagja. A 2005-ös drafton megszerezték Henrik Lundqvist svéd kapust. 2006-ban Daniel Girardi és Ryan Callahan került a csapathoz, majd egy évvel később csatlakozott Marc Staal. 2007-ben és 2008-ban a csapat a rájátszásokban a Konferencia elődöntőig jutott, először a Buffalo Sabres, majd egy évvel később a Pittsburgh Penguins csapata ejtette ki őket. 2009-ben Tom Renney vezetőedzőt John Tortorella váltotta fel, ebben az évben Brian Boyle a Rangershez került. 2010-ben a Rangers nem került be a rájátszásba. 2010-ben meghatározó játékosok jöttek a csapatba, Derek Stepan, Mats Zuccarello és Ryan McDonagh, ők alkotják a csapat magját a 2010-es években.
2012-ben a Rangers az Atlanti divízió első helyén végzett, a rájátszásban az első ellenfelük az Ottawa Senators volt, majd a Washington Capitals csapatával mérkőztek meg, a Konferencia fináléban pedig a New Jersey Devils csapatával, viszont ellenük 2-4-es vereséget szenvedett a Rangers. Ebben az évben újabb meghatározó csatár érkezett a csapatba, Chris Kreider, aki jelenleg is a csapat tagja. A következő évben is jöttek újabb játékosok, ekkor került a csapatba Rick Nash, Jesper Fast és Derick Brassard.
2014-ben felcsillant a remény az ötödik Stanley-kupa megszerzésére. A vezetőedző szerepét Alain Vigneault kapta meg. Ebben az évben a csapat megszerezte a Tampa Bay Lightning kapitányát Martin St. Louis csatárt, és leigazolták Kevin Hayes centert. A rájátszás első fordulóját a csapat a Flyers csapatával játszotta, a hét meccsből négyet nyert a Rangers, következett a második forduló, ahol szintén négy meccset nyert a Rangers a Pittsburgh Penguins csapata ellen. A konferencia finálé győztese a Rangers lett, a csapat 4 meccset nyert a 6-ból, ezzel kiütötték a Montréal Canadienst és bekerültek a Stanley-kupa fináléba. Az ellenfelük a Los Angeles Kings volt, a döntő első három meccsét a Kings nyerte, a negyediket pedig a Rangers, a Kingsnek egy győzelem kellett és viheti a kupát. Eljött az 5. meccs. Hirtelen halál következett, de senki nem tudott gólt lőni, ezért kellett még egy harmadnyi játék. A második hosszabbításban Alec Martinez megszerezte a Kings harmadik gólját, ezzel a Los Angeles Kings megnyerte a második Stanley-kupáját. Ugyanebben az évben Ryan Callahan, a Rangers csapatkapitánya, a Tampa Bay Lightning játékosa lett, mint ahogy Brian Boyle is. Ryan McDonagh lett a kapitány 2018-ig, utána már nem volt több kapitánya a csapatnak.
A következő évben is jól indult a rájátszás, a csapat a Világvárosi divízió első helyén végzett, a rájátszás első fordulója 4-1-es győzelemmel zárult a Penguins ellen, a Capitals 4-3-ra kapott ki a csapattól a második fordulóban, viszont ebben az évben a konferencia finálén nem tudott tovább jutni a csapat, mivel a Tampa Bay Lightning csapata 3-4-re megnyerte a fordulót. Ebben az évben vonult vissza Martin St. Louis.

### Fényes jövő
2015-ben Jeff Gorton lett az új menedzsere a csapatnak.
2016-ban a csapat nagyon hamar, már az első fordulóban kiesett a Pittsburgh Penguins csapata ellen, 1-4-re nyert a Penguins. Ekkor a Rangersnél kezdett lezárulni egy korszak és egy újabb kezdett el épülni. A csapathoz ebben az évben került Brady Skjei védő, Pavel Buchnevich csatár és a csapat megszerezte az Ottawa Senatorstól Mika Zibanejad centert. Derick Brassard pedig az Ottawa Senators csapatához került.
2018-ban és 2019-ben a Rangers nem jutott be a rájátszásba, viszont az újjáépítés egyre jobban haladt. Több Rangers játékos a Tampa Bay Lightning csapatához került, Dan Girardi, Ryan McDonagh, J.T. Miller, Kevin Shattenkirk. Ryan McDonaghért és J.T. Millerért cserébe a Rangershez Libor Hajek, Brett Howden és Vladislav Namestnikov érkezett. Derek Stepant az Arizona Coyoteshoz cserélték Tony DeAngelo védőért. Rick Nash a Boston Bruins csapatába került, a Bruinstól pedig Ryan Lindgren, Ryan Spooner és Matt Beleskey érkezett a Rangershez. Mats Zuccarello 2019-ben került a Dallas Starshoz. Kevin Hayes 2019-ben a Winnipeg Jetshez került.
Viszont jöttek újabb játékosok Jacob Trouba 2019-ben a Jetstől, Filip Chytil center 2017-ben, szintén 2017-ben a kapus Alexandar Georgiev és Brendan Smith.
2018-ban az új vezetőedző David Quinn lett, ebben az évben a Rangers újabb centert igazolt, Ryan Strome-ot.
Az újjáépítés 2019-ben is tovább folytatódott, még több új játékos jött a csapathoz, Brendan Lemieux, Adam Fox, Greg McKegg, Phillip Di Giuseppe, Artemi Panarin, Igor Sesztjorkin, a drafton a csapat megszerezte az első körben a második játékost Kaapo Kakkot.
2020-ban Marc Staal a Detroit Red Wingshez, Lias Andersson a Los Angeles Kingshez, Brady Skjei és Jesper Fast a Carolina Hurricaneshez és Henrik Lundqvist a Washington Capitalshez került.
A 2020-as rájátszás korán véget ért a csapat számára, mivel a kvalifikációban a Rangers vesztett a Carolina Hurricanes csapata ellen, ezért ki is estek a rájátszásból.
A 2020-as draft lottót a Rangers nyerte, ezért a 2020-as drafton az első körben a Rangers választhatott először, a csapat a draft lista legelső játékosát választotta, a kanadai származású, csatár, Alexis Lafreniére-t választotta, akivel 3 éves szerződést kötött a csapat.

## Jelenlegi keret
2020 december 5.
Kapusok
- 40  Alekszandr Georgijev
- 31  Igor Sesztyjorkin
- Keith Kinkaid

Hátvédek
- 23  Adam Fox
- 77  Tony DeAngelo
- 23  Libor Hájek
- 55  Ryan Lindgren
- 42  Brendan Smith
- 8  Jacob Trouba
- Jack Johnson
- Anthony Bitetto

Csatárok
- 13  Alexis Lafreniere
- 72  Filip Chytil
- 33  Phil Di Giuseppe
- 12  Julien Gauthier
- 21  Brett Howden
- 24  Kaapo Kakko
- 16  Ryan Strome
- 93  Mika Zibanejad
- 20  Chris Kreider
- 10  Artyemij Panarin
- 48  Brendan Lemieux
- 89  Pavel Bucsnyevics
- Kevin Rooney
- Colin Blackwell

## Csapatkapitányok
- Bill Cook, 1926–1937
- Art Coulter, 1937–1942
- Ehrhardt Heller, 1942–1945
- Neil Colville, 1945–1948
- Buddy O'Connor, 1949–1950
- Frank Eddolls, 1950–1951
- Allan Stanley, 1951–1953
- Don Raleigh, 1953–1955
- Harry Howell, 1955–1957
- George Sullivan, 1957–1961
- Andy Bathgate, 1961–1964
- Camille Henry, 1964–1965
- Bob Nevin, 1965–1971
- Vic Hadfield, 1971–1974
- Brad Park, 1974–1975
- Phil Esposito, 1975–1978
- Dave Maloney, 1978–1980
- Walt Tkaczuk, 1980–1981
- Barry Beck, 1981–1986
- Ron Greschner, 1986–1987
- Kelly Kisio, 1987–1991
- Mark Messier, 1991–1997
- Brian Leetch, 1997–2000
- Mark Messier, 2000–2004
- Nem volt csapatkapitány, 2004–2006 (2004–2005-ös NHL-lockout)
- Jaromír Jágr, 2006–2008
- Chris Drury, 2008–2011
- Ryan Callahan, 2011–2014
- Ryan McDonagh, 2014–2018
- Nem volt csapatkapitány,  2018–2022
- Jacob Trouba 2022–2024

## Visszavonultatott mezszámok
- 1 Eddie Giacomin, K, 1965–1975: visszavonultatva 1989. március 15-én
- 2 Brian Leetch, V, 1987–2004: visszavonultatva 2008. január 24-én[76]
- 3 Harry Howell, V, 1952–1969: vissza lesz vonultatva 2009. február 22-én
- 7 Rod Gilbert, JSz, 1961–1978: visszavonultatva 1979. október 14-én
- 9 Adam Graves, BSz, 1991–2001: visszavonultatva 2009. február 3-án[77]
- 9 Andy Bathgate, JSz, 1952–1964: visszavonultatva 2009. február 22-én
- 11 Mark Messier, BSz/C, 1991–1997 és 2000–2004: visszavonultatva 2006. január 12-én
- 11 Vic Hadfield, BSz, 1961–1974: visszavonultatva 2018. december 2-án[78]
- 19 Jean Ratelle, 1961–1975: visszavonultatva 2018. február 25-én[79]
- 30 Henrik Lundqvist, K, 2005–2020: visszavonultatva 2022. január 28-án[80]
- 35 Mike Richter, K, 1989–2003: visszavonultatva 2004. február 4-én
- 99 Wayne Gretzky, C, 1996–1999: visszavonultatva az egész ligában 2000. február 6-án (A Madison Square Gardenben nincs hivatalosan visszavonultatva)

## A Hírességek Csarnokának tagjai
Lásd még: Jégkorong Hírességek Csarnoka
- Glenn Anderson, JSz, 1994, bekerült: 2008
- Andy Bathgate, C, 1952–1963, bekerült: 1978
- Doug Bentley, BSz, 1953–1954, bekerült: 1964
- Max Bentley, C, 1953–1954, bekerült: 1966
- Frank Boucher, C, 1926–1944, bekerült: 1958
- Johnny Bower, K, 1953–1954, bekerült: 1976
- Pael Bure, JSz, 2002–2003, bekerült: 2012
- Neil Colville, C, 1936–1949, bekerült: 1967
- Bill Cook, JSz, 1926–1937, bekerült:1952
- Bun Cook, BSz, 1926–1936, bekerült: 1995
- Art Coulter, V, 1935–1942, bekerült: 1974
- Marcel Dionne, BSz, 1986–1989, bekerült: 1992
- Dick Duff, BSz, 1964–1965, bekerült: 2006
- Phil Esposito, C, 1975–1981, bekerült: 1984
- Bill Gadsby, V, 1954–1961, bekerült: 1970
- Mike Gartner, JSz, 1990–1994, bekerült: 2001
- Bernie Geoffrion, JSz, 1966–1968, bekerült: 1972
- Eddie Giacomin, K, 1965–1975, bekerült: 1987
- Rod Gilbert, JSz, 1960–1978, bekerült: 1982
- Wayne Gretzky, C, 1996–1999, bekerült: 1999
- Doug Harvey, V, 1961–1962, 1963–1964, bekerült: 1973
- Bryan Hextall, BSz, 1936–1948, bekerült: 1969
- Tim Horton, V, 1970–1971, bekerült: 1977
- Harry Howell, V, 1952–1969, bekerült: 1979
- Ching Johnson, V, 1926–1937, bekerült: 1958
- Jari Kurri, BSz, 1996, bekerült: 2001

- Guy Lafleur, JSz, 1988–1989, bekerült: 1988
- Pat LaFontaine, C, 1997–1998, bekerült: 2003
- Edgar Laprade, V, 1945–1955, bekerült: 1993
- Brian Leetch, V, 1988–2004, bekerült: 2009
- Eric Lindros, C,2001–2004, bekerült: 2016
- Harry Lumley, K, 1943, bekerült: 1980
- Mark Messier, V, 1991–1997, 2000–2004, bekerült: 2007
- Howie Morenz, V, 1935–1936, bekerült: 1945
- Buddy O'Connor, V, 1947–1951, bekerült: 1988
- Brad Park, V, 1968–1975, bekerült: 1988
- Lynn Patrick, BSz, 1934–1943, 1945–46, bekerült: 1980
- Jacques Plante, K, 1963–1965, bekerült: 1978
- Babe Pratt, V, 1936–1942, bekerült: 1966
- Jean Ratelle, BSz, 1960–1975, bekerült: 1985
- Chuck Rayner, K, 1945–1955, bekerült: 1973
- Luc Robitaille, BSz, 1995–1997, bekerült: 2009
- Glen Sather, BSz, 1970–1973, bekerült: 1997
- Terry Sawchuk, K, 1969–1970, bekerült: 1971
- Brendan Shanahan, BSz, 2006–2008, bekerült: 2013
- Babe Siebert, BSz, 1932–1935, bekerült: 1964
- Earl Siebert, V, 1931–1936, bekerült: 1963
- Clint Smith, C, 1937–1943, bekerült: 1991
- Martin St. Louis, JSz, 2014–2015 bekerült: 2018
- Allan Stanley, V, 1948–1954, bekerült: 1981
- Gump Worsley, K, 1952–1963, bekerült: 1980

## Klubrekordok
Pályafutási rekordok (csak a Rangers-szel)
- Legtöbb mérkőzés: 1160, Harry Howell
- Legtöbb gól: 406, Rod Gilbert
- Legtöbb gólpassz: 741, Brian Leetch
- Legtöbb pont: 1021, Rod Gilbert
- Legtöbb kiállitásperc: 1226, Ron Greschner

Szezonrekordok
- Legtöbb gól: 54, Jaromir Jágr (2005–2006)
- Legtöbb gól (újonc): 36, Tony Granato (1988–1989)
- Legtöbb emberelőnyben lőtt gól: 24, Jaromir Jágr (2005–2006)
- Legtöbb gólpassz: 80, Brian Leetch (1991–1992)
- Legtöbb pont: 123, Jaromir Jágr (2005–2006)
- Legtöbb pont (hátvéd): 102, Brian Leetch (1991–1992)
- Legtöbb pont (újonc): 76, Mark Pavelich (1981–1982)
- Legtöbb kiállitásperc: 305, Troy Mallette (1989–1990)

Kapusrekordok – pályafutás
- Legtöbb shutout: 49, Ed Giacomin
- Legtöbb győzelem: 301, Mike Richter

Kapusrekordok – szezon
- Legtöbb shutout: 11, Henrik Lundqvist (2010–2011)
- Legtöbb győzelem: 42, Mike Richter (1993–1994)